# Алекса Јанковић
Алекса Јанковић (Темишвар, 1806 — Београд, 22. јун 1869) био је српски политичар и правник. Био је председник Владе Кнежевине Србије (1855—1856), министар правде, просвете и министар спољних послова. Као аустрофил смењен је 1859. доласком на власт Обреновића.

## Школовање
Алекса Јанковић рођен је 1806. године у Темишвару у породици сиромашнога абаџије. Отац Мита је морао чак да напусти радњу, и прими се места црквењака српске цркве у "Граду". Основну школу и гимназију завршио је у Темишвару. По препоруци једне ћерке кнеза Милоша - племкиње Савке Николић (из Рудне) прешао је 1834. године у Крагујевац, где се запослио најпре као писар у окружном суду, а онда у канцеларији кнеза Милоша Обреновића. Помагао је кнезу Милошу и Авраму Петронијевићу да се 1834. године шест раније одузетих нахија припоји Кнежевини Србији. Након неколико година дао је оставку и са уштеђеним новцем отишао да студира у Прешов, у коме је завршио студиј права. У Пешти је 1838. године положио адвокатски испит, па се 1839. године вратио у Србију и отворио адвокатску канцеларију.

## Сарадња са Томом Вучићем
Поново се запослио у државној служби, као секретар београдске градске управе и онда као секретар кнежеве канцеларије. Пратио је кнеза Михаила Обреновића 1840. године приликом његова пута у Цариград. По повратку из Цариграда иступио је из државне службе и стао на страну Томе Вучића. Пратио је 1842. године Тому Вучића када је он преко Панчева и Смедерева отишао да у Крагујевцу заузме топове и преузме војску. За време те Вучићеве буне писао је у име Вучића, прогласе народу и дипломатске ноте страним владама. Кнез Михаило је тада напустио Србију, а власт су преузели уставобранитељи, који су за кнеза довели Александра Карађорђевића.

## У време уставобранитеља
Алекса Јанковић је постао директор кнежеве канцеларије, а у Државном савету је у име Томе Вучића водио седнице Савета. Када су лета 1843. под руским притиском Тома Вучић и Аврам Петронијевић морали да напусте Београд од Аврама је преузео и до новембра 1843. водио министарство спољних послова, а онда се вратио на стари положај. За време кнежева одсуства водио је уместо њега државне послове, а јануара 1847. постављен је за министра правде и просвете. За време револуционарне 1848. као аустрофил подржавао је аустријске реакционарне кругове. Током 1848. Алекса Јанковић је ушао је у траг једнога писма између кнеза Милоша и Томе Вучића, па је заједно са Стеваном Книћанином и Лазаром Зубаном Вучића назвао издајником. Тома Вучић је онда почетком јуна 1848. тражио од кнеза Александра Карађорђевића да их смени, али када их кнез није сменио поставио је проблем њиховога смењивања пред Петровску скупштину. Током 1848. на Петровској скупштини Тома Вучић је незадовољство народа према уставобранитељима вешто преусмерио на „немачкаре”, тј. Србе из Хабсбуршке монархије на високим положајима. Тада је Јанковић морао да поднесе оставку на положај министра. Након 1849. постао је један од најпоузданијих кнежевих људи. Члан је Државнога савета од 1850. Када је Аврам Петронијевић октобра 1851. отишао у Цариград, Јанковић је постао вршилац дужности председника владе и министра спољних послова. На том положају остао је до марта 1852. Као аустрофил заједно са Стеваном Книћанином јула 1852. састао се у Петроварадину са аустријским царем Францем Јозефом, припремивши приближавање Србије Аустрији и сусрет цара и кнеза.

## Председник Владе
У владу је ушао децембра 1854. као министар правде и просвете. Према тврдњама аустријскога амбасадора ушао је у владу као аустрофил по претходном споразуму кнеза и Беча. После се вратио на положај директора кнежеве канцеларије. Пред Кримски рат српска влада га је послала у Беч да би се договорио са руским амбасадором око територија које би Србија могла да добије у случају руске победе. Тражио је Босну, Херцеговину и Стару Србију. Током 1855. Алекса Јанковић покушава да у владу убаци Тому Вучића, па је због тога краткотрајно помирио Тому Вучића са кнезом. Алекса Јанковић је децембра 1855. постао кнежев представник тј. председник Владе и министар спољњих послова. Јанковић се као аустрофил удружио са Вучићевима русофилима. Та влада је наишла на отпор. Француском конзулу се Јанковићева влада чинила превише аустрофилска, а кнезу се није свиђало присуство Вучићеваца, тако да је влада трајала само око шест месеци.

## Смена
Након смене владе остао је члан Државнога савета. Био је један од ретких на које је кнез могао да рачуна након Тенкине завере. У време Светоандрејске скупштине подржавао је кнеза Александра Карађорђевића и залагао се да се војском одржи на престолу. Након смене династија 1858/1859. Обреновићи су се вратили у Србију, па су свога противника Алексу Јанковића отпустили из службе, не дајући му ни пензију. Доласком кнеза Михаила Обреновића на власт започео је период помирења, па је добио пензију. Као пензионер безуспешно је покушавао 1862. године да приволи аустријског генерала Србина, Бигу да се постави на чело српске војске, ако Србија зарати са Турском. Живео је након тога у Панчеву и Београду, повучено. Умро је у Београду 22. јуна (10. јуна) 1869. године и сахрањен поред Палилулске цркве.

## Други о Алекси
Према Слободану Јовановићу био је брз, оштар и бритак. Поред великих канцеларијских способности брзо је и бистро схватао, брзо се оријентисао, а имао је и велики дар комбинаторике. Међутим његовим комбинацијама недостајала је дубина и чврстоћа. Он сам би се лако одважио, али би брзо клонуо, када би ударио о јаче препреке.